# Mitsubishi A5M
Mitsubishi A5M – pierwszy na świecie jednopłatowy myśliwiec japoński używany na lotniskowcach. Na podstawie A5M zbudowano jeden z najsłynniejszych myśliwców japońskich Mitsubishi Zero. W nomenklaturze wojsk alianckich oznaczony kodem Claude.

## Historia
W 1932 roku Japońska Cesarska Marynarka Wojenna ogłosiła wymagania na nowy samolot myśliwski bazujący na lotniskowcach. Specyfikacja mówiła tylko o osiągach: prędkości maksymalnej 350 km/h na pułapie 3000 metrów, zdolności osiągnięcia pułapu 5000 metrów w 6 minut i 30 sekund, oraz zbiornikach paliwa nie mniejszych niż 240 litrów. Uzbrojenie samolotu miało się składać z dwóch karabinów maszynowych kalibru 7,7 mm, ponadto maszyna miała posiadać urządzenia radiowe i wymiary: rozpiętość nie większą niż 11 metrów i długość do 8 metrów.

Inżynierowie firmy Mitsubishi zbudowali samolot myśliwski oznaczony jako 1MF10, zewnętrznie bardzo podobny do amerykańskiego myśliwca P-26 Peashooter. Nowy samolot był dolnopłatem o metalowym kadłubie z otwartą kabiną pilota i skrzydłach krytych tkaniną. Napęd stanowił chłodzony powietrzem silnik gwiazdowy napędzający dwułopatowe śmigło drewniane. Podwozie, tak samo jak w samolocie amerykańskim, było stałe. Uzbrojenie stanowiły dwa zsynchronizowane karabiny maszynowe kalibru 7,7 mm zamontowane w górnej części osłony silnika. Przez przednią szybę owiewki wystawał celownik teleskopowy.
Pierwszy z dwóch zbudowanych samolotów wzbił się w powietrze w marcu 1933 roku, a drugi wkrótce po nim. Obie maszyny różniły się konstrukcją podwozia głównego, które w pierwszym samolocie wyposażone było w rozpórki, a w drugim zastosowano golenie z owiewkami na koła. Prototypowe 1MF10 były dość nieudane i nie spełniały wymagań stawianych przez marynarkę. Oba rozbiły się podczas prób, ale doświadczenie zdobyte przy ich testowaniu pozwoliło kontynuować prace nad nową, lepszą konstrukcją.
W 1934 roku Kaigun Kōkū Hombu (Biuro Lotnictwa Marynarki w Ministerstwie Marynarki), wciąż nie posiadające myśliwca pokładowego, po raz kolejny złożyło zapotrzebowanie na tego typu samolot. Tym razem inżynierowie firmy Mitsubishi przedstawili projekt całkowicie metalowego samolotu, oznaczonego jako Ka-14, ze skrzydłami w kształcie spłaszczonej litery W. Kąt skrzydeł w stosunku do kadłuba wynosił -16,4°, a od miejsca zamontowania podwozia głównego 9,5°. Maszyna była napędzana 9-cylindrowym silnikiem gwiazdowym Nakajima Kotobuki 5 o mocy 550 KM, który został wybrany ze względu na mniejszą masę, niż konkurencyjny Mitsubishi Kinsei A-4. Pierwszy prototyp oblatany 4 lutego 1935 roku okazał się szybszy niż wymagała tego marynarka, ale pojawiły się trudności w jego sterowaniu. W rezultacie w drugim prototypie zastosowano skrzydła proste i mocniejszy silnik Kotobuki 3 o mocy 640 KM. Zbudowano jeszcze cztery maszyny prototypowe zewnętrznie takie same, jak druga maszyna testowa, różniące się tylko w bardzo małym stopniu, przeznaczone głównie do testów różnych jednostek napędowych. Ostatecznie samolot z silnikiem  Kotobuki-2-KAI-1 o mocy 580 KM został zaaprobowany przez dowództwo Cesarskiej Marynarki Wojennej i skierowany do produkcji pod oznaczeniem A5M1 lub Myśliwiec Pokładowy Typ 96 Model 1.
Samolot Ka-14 wzbudził także zainteresowanie lotnictwa armii, która zamówiła podobny do drugiej maszyny prototypowej samolot Ki-18 oblatany latem 1935 roku. Maszyna ta stała się podstawą do zbudowanie ulepszonej wersji oblatanego w 1936 roku samolotu Nakajima Ki-33, który jednak nigdy nie wszedł do uzbrojenia.

### A5M1
Pierwsze samoloty A5M1 dostarczono na początku 1937 roku wprost do jednostek frontowych w Chinach, gdzie dość szybko dowiodły swej wartości zdobywając przewagę powietrzną nad lotnictwem chińskim. Maszyna seryjna była prawie taka sama jak drugi prototyp, z wyjątkiem zmienionej osłony silnika i zwiększonych do 330 litrów zbiorników paliwa. Uzbrojenie stanowiły 2 karabiny maszynowe Type 89 kalibru 7,7 mm zamontowane w osłonie silnika z zapasem amunicji po 500 sztuk na karabin.

### A5M1a
Jedyny egzemplarz produkcyjny A5M1 uzbrojony w działko Oerlikon FF kalibru 20 mm.

### A5M2
Jeszcze w 1937 roku w celu polepszenia osiągów zmodernizowano A5M do wersji A5M2a zastępując silnik, mocniejszym modelem Kotobuki 2-KAI-3A o mocy 610 KM i do wersji A5M2b wyposażonej w napędzający nowe trójłopatowe śmigło silnik Kotobuki 3' o mocy 640 KM, zmodyfikowaną osłonę silnika i zasuwaną kabinę. Ze względu na sprzeciwy pilotów uważających zamykaną kabinę za niewygodną, ostatecznie zrezygnowano z tego rozwiązania.

### A5M3
Kolejną modyfikacją był A5M3a z 12-cylindrowym chłodzonym cieczą silnikiem widlastym produkcji Hispano-Suiza uzbrojony w działko kalibru 20 mm tej samej firmy, zamontowane pomiędzy cylindrami jednostki napędowej. Ze względu na brak doświadczenia firmy Mitsubishi z silnikami chłodzonymi cieczą, nie wprowadzono A5M3 do produkcji. Zbudowano tylko jeden prototyp.

### A5M4
Ostatnią wersją myśliwca był A5M4 zewnętrznie identyczny z A5M2b, ale wyposażony w mocniejszy silnik Kotobuki 41 lub 41 Kai o mocy startowej 710 KM i trwałej 785 KM oraz dodatkowy zbiornik paliwa o pojemności 160 litrów pod kadłubem. Samoloty tej wersji zaczęły trafiać do jednostek na początku 1938 roku. A5M4 był najliczniej budowaną wersją samolotu.

### A5M4-K
Wersja szkolno-treningowa samolotu z podwójną kabiną. Zbudowano 103 maszyny tego typu w latach 1942-1944. Służyły one do szkolenia pilotów i holowania celów powietrznych, a pod koniec wojny również do ataków kamikaze.
Łącznie zbudowano 1091 egzemplarzy wszystkich wersji samolotu A5M. Do 1940 r. w zakładach macierzystych powstało 6 prototypów i 782 samoloty seryjne od A5M1 do A5M4. W zakładach Kabushiki Kaisha Watanabe Tekkōsho zbudowano 39 A5M4, a w zakładach Dai-Nijūichi Kaigun Kōkūsho 161 A5M4 i 103 A5M4-K.

## Użycie bojowe
Chrzest bojowy samolotów A5M odbył się w Mandżurii północno-wschodniej prowincji Chin w 1937 roku. Później używano go także w walkach ze Związkiem Radzieckim podczas konfliktu nad rzeką Chałchin-Goł w 1939 roku.
Myśliwce A5M były na wyposażeniu lotniskowców Akagi, „Hōshō”, „Kaga”, Ryūjō, Shōhō, „Sōryū” i Zuihō podczas wojny na Pacyfiku.